# Калифорнийская безногая ящерица
Калифорнийская безногая ящерица (лат. Anniella pulchra) — вид ящериц из семейства безногих ящериц.
Тело безногой ящерицы червеобразное, достигает в длину до 25 см. Окраска верхней стороны тела серовато-оливковая или коричневатая (у подвида Anniella pulchra nigra — тёмно-коричневая или чёрная) с тремя тёмными продольными линиями, которые особенно хорошо заметны у молодых особей, нижняя сторона тела жёлтая. Голова тёмная.
Распространена на Калифорнийском побережье Тихого океана до Сан-Франциско на севере.
Ведёт преимущественно роющий образ жизни. Предпочитает участки с сухой песчаной почвой и редкой ксерофильной растительностью, но может встречаться и среди скал. В качестве укрытий использует пустоты под камнями и лежащими на земле стволами деревьев. Роет, подобно земляным червям, ходы в почве на глубине 10—15 см.
Питается различными почвенными насекомыми и их личинками, пауками и другими членистоногими, которых добывает под землёй. Может охотиться и на поверхности почвы, при этом способна по запаху обнаруживать находящуюся на поверхности добычу и быстро схватывать её, высовывая голову из песка.
Как и многие роющие виды ящериц, безногая ящерица размножается яйцеживорождением. В конце лета или начале осени самки рождают 1—4 сравнительно крупных детёнышей длиной 4,5—5 см.

## Классификация
Выделяют два подвида:
- Anniella pulchra pulchra — номинативный подвид, распространён на большей части ареала вида.
- Anniella pulchra nigra — чёрная безногая ящерица, отличается более тёмной окраской, встречается на полуострове Монтеррей и в прилежащих районах Калифорнии.

## Охранный статус
Численность подвида Anniella pulchra nigra местами снижается из-за разрушения местообитаний. Он включён в число охраняемых видов в штате Калифорния и в Красную книгу МСОП.